# Canterburyjski križ
Canterburyjski križ je jedan od križeva korištenih kao simbol kršćanske vjere. Naziv je dobio po saksonskom brošu iz oko 850. godine koji je pronađen 1867. godine u Canterburyju, Engleska.

## Općenito
Izvorni križ, koji se čuva u canterburyskom Zavičajnom muzeju, je brončani križni broš s malim kvadratom u sredini iz kojeg se šire trokuti na sve četiri strane koji simboliziraju Presveto Trojstvo.
Kameni križ je podignut u canterburyjskoj katedrali te se manji križevi prodaju kao suveniri u suvenirnici. Ponekad se koristi kao simbol anglikanske zajednice. Tako je 1932. godine, canterburyjski križ sastavljen od malih komada kamena iz Canterburyja poslan u svaku anglikansku biskupijsku katedralu diljem svijeta kao vidljivi znak zajedništva s Canterburyjem.